# ウィリアム・グレゴリー
ウィリアム・グレゴリー（William George "Borneo" Gregory、1957年5月14日 - ）は、アメリカ航空宇宙局(NASA)の宇宙飛行士、アメリカ空軍の中佐である。

## 生い立ちと教育
グレゴリーは、ニューヨーク州ロックポートのアルバニア系アメリカ人の家庭に生まれ、St. Eliaにあるアルバニア正教会の教会で洗礼を受けた。1975年にロックポート高校を卒業し、1979年に空軍士官学校で工学の学士号を取った。その後、1980年にコロンビア大学で機械工学の、1984年にトロイ大学で経営学の修士号を取得した。

## 軍のキャリア
1981年から1986年までの間、F-111のDとFモデルのパイロットを務めた。この能力により、イギリスのレイクンヒース空軍基地及びニューメキシコ州のキャノン空軍基地で教官を務めた。1987年に空軍テストパイロット学校に通い、1988年から1990年まで、エドワーズ空軍基地でF-4、A-7D、またF-15の5つ全てのモデルのテストパイロットを務めた。40以上の異なる機種で、5000時間以上の飛行経験を持つ。

## NASAのキャリア
1990年1月にNASAにより選ばれ、1991年7月に宇宙飛行士となった。1995年のSTS-67で、400時間以上、宇宙に滞在した。1999年夏に空軍を退役してNASAも去り、現在はアリゾナ州テンピでQwaltec, Inc.の副社長を務めている。
STS-67は、7人の乗組員からなるミッションで、グレゴリーは操縦手を務めた。1995年3月2日にケネディ宇宙センターからスペースシャトル・エンデバーが打上げられ、3月18日にエドワーズ空軍基地に着陸した。ミッション期間の新記録となる16日15時間8分46秒でほぼ700万マイルを飛行し、地球を262周した。ASTRO望遠鏡の2度目の飛行であり、その他多くのペイロードも運ばれた。